# The Hunting Party Tour
The Hunting Party Tour bylo jedenácté koncertní turné americké rockové skupiny Linkin Park. První evropská část turné začala 5. května 2014 v Lisabonu a skončila 14. června v anglickém Castle Donington, kde poprvé v kariéře zahráli v pořadí své debutové album Hybrid Theory. Dne 15. ledna 2015 začala americká část turné, která však musela být po třech koncertech zrušena kvůli zranění zpěváka Chestera Benningtona.

## Pozadí turné
Zvěsti o turné se objevily poté, co kapela zveřejnila upoutávku na turné Carnivore. První část evropského turné sestávala z devíti koncertů během 16 dnů. První část turné začala festivalovým vystoupením na Rock in Rio v Lisabonu. Další koncerty zahrnovaly vystoupení na festivalech Rock am Ring, Rock im Park, Alfa Romeo City Sound, Greenfield Festival a Download Festival.
Po letním Carnivores Tour začalo na podzim „The Hunting Party European Tour“. Během 22 dnů bylo odehráno 16 koncertů. Jako doprovázející kapela hrála Of Mice & Men. Turné začalo 3. listopadu v Curychu a skončilo 24. listopadu v Londýně.
Třetí část turné byla oznámena 3. listopadu. Tato část turné zahrnovala 29 koncertů, z nichž se kvůli zranění Chestera Benningtona odehrály pouze tři.
V létě 2015 byla oznámena řada festivalových vystoupení. Linkin Park vystoupili na prvním ročníku festivalu Rock in Rio USA jako přímý předskokan skupiny Metallica. Následovala festivalová vystoupení na Rock on the Range, Rocklahoma, Amnesia Rockfest, Loudwire Music Festival a Summerfest v Milwaukee.
V květnu bylo oznámeno pět velkých stadionových koncertů v Číně.

## Doprovázející kapely
- Animal Jazz (Výběrová data evropského turné)
- Fall Out Boy (na Stadion Miejski a Ippodromo del Galoppo)
- Of Mice & Men (po celých USA a některých evropských výstavách)
- Rise Against (na výstavách v USA)
- Mad Caddies (v Marina de Montebello)
- Nothing More (v Jam Ranch)
- A Day to Remember (na Jam Ranch a v amfiteátru Marcus)
- While She Sleeps (v Rybnik Stadium)
- The Last Internationale (na Stadionu Miejski v Rybniku)
- My Riot (na Stadionu Miejski v Rybniku)
- Disco Ensemble (v Himos Park)
- Dead by April (Himos Park)
- Lower Than Atlantis (na stadionu An der Alten Försterei)
- Broilers (v Esprit-Arena)
- Kraftklub (v Esprit-Arena)
- Simple Plan (na letišti Ippodromo delle Capannelle)

## Seznam skladeb
1. Guilty All the Same
2. Given Up
3. With You
4. One Step Closer
5. Blackout
6. Papercut
7. Rebellion
8. Runaway
9. Wastelands
10. Castle of Glass
11. Leave Out All the Rest / Shadow of the Day / Iridescent
12. Robot Boy
13. Numb
14. Waiting for the End
15. Final Masquerade
16. Wretches and Kings / Remember the Name
17. Lying from You
18. Somewhere I Belong
19. In the End
20. Faint

## Turné
| Datum                           | Město               | Země        | Místo konání                           | Doprovázející skupina              |
| Evropa                          | Evropa              | Evropa      | Evropa                                 | Evropa                             |
| ------------------------------- | ------------------- | ----------- | -------------------------------------- | ---------------------------------- |
| 30. května 2014                 | Lisabon             | Portugalsko | Parque da Bela Vista                   | Animal Jazz                        |
| 1. června 2014                  | St. Petersburg      | Rusko       | Petrovsky Stadium                      | Animal Jazz                        |
| 2. června 2014                  | Moskva              | Rusko       | Olympic Stadium                        | Animal Jazz                        |
| 5. června 2014                  | Varšava             | Polsko      | Stadion Miejski                        | Fall Out Boy                       |
| 7. června 2014                  | Adenau, Porýní-Falc | Německo     | Nürburgring                            | Animal Jazz                        |
| 8. června 2014                  | Norimberk           | Německo     | Volkspark Dutzendteich                 | Fall Out Boy                       |
| 10. června 2014                 | Milán               | Itálie      | Ippodromo del Galoppo                  | Animal Jazz                        |
| 12. června 2014                 | Interlaken          | Švýcarsko   | Flugplatz Interlaken                   | Animal Jazz                        |
| 14. června 2014                 | Castle Donington    | Anglie      | Donington Park                         | Animal Jazz                        |
| The Hunting Party European Tour |                     |             |                                        |                                    |
| 3. listopad 2014                | Curych              | Švýcarsko   | Hallenstadion                          | Of Mice & Men                      |
| 4. listopad 2014                | Stuttgart           | Německo     | Hanns-Martin-Schleyer-Halle            | Of Mice & Men                      |
| 6. listopad 2014                | Kolín nad Rýnem     | Německo     | Lanxess Arena                          | Of Mice & Men                      |
| 7. listopad 2014                | Amsterdam           | Nizozemsko  | Ziggo Dome                             | Of Mice & Men                      |
| 9. listopad 2014                | Oberhausen          | Německo     | König-Pilsener-Arena                   | Of Mice & Men                      |
| 10. listopad 2014               | Hamburk             | Německo     | O2 World Hamburg                       | Of Mice & Men                      |
| 12. listopad 2014               | Lipsko              | Německo     | Arena Leipzig                          | Of Mice & Men                      |
| 13. listopad 2014               | Mnichov             | Německo     | Olympiahalle                           | Of Mice & Men                      |
| 14. listopad 2014               | Vídeň               | Rakousko    | Wiener Stadthalle                      | Of Mice & Men                      |
| 16. listopad 2014               | Paříž               | Francie     | Palais Omnisports de Paris-Bercy       | Of Mice & Men                      |
| 17. listopad 2014               | Frankfurt           | Německo     | Festhalle                              | Of Mice & Men                      |
| 19. listopad 2014               | Berlín              | Německo     | O2 World Berlin                        | Of Mice & Men                      |
| 20. listopad 2014               | Brémy               | Německo     | ÖVB-Arena                              | Of Mice & Men                      |
| 22. listopad 2014               | Manchester          | Anglie      | Manchester Arena                       | Of Mice & Men                      |
| 23. listopad 2014               | Londýn              | Anglie      | The O₂                                 | Of Mice & Men                      |
| 24. listopad 2014               | Londýn              | Anglie      | The O₂                                 | Of Mice & Men                      |
| Severní Amerika                 |                     |             |                                        |                                    |
| 15. ledna 2015                  | Orlando             | USA         | Amway Center                           | Of Mice & Men a Rise Against       |
| 17. ledna 2015                  | Nashville           | USA         | Bridgestone Arena                      | Of Mice & Men a Rise Against       |
| 18. ledna 2015                  | Indianapolis        | USA         | Bankers Life Fieldhouse                | Of Mice & Men a Rise Against       |
| North American Summer Tour      |                     |             |                                        |                                    |
| 9. května 2015                  | Las Vegas           | USA         | MGM Resorts International              | Of Mice & Men a Rise Against       |
| 17. května 2015                 | Columbus            | USA         | Mapfre Stadium                         | Of Mice & Men a Rise Against       |
| 23. května 2015                 | Pryor               | USA         | Catch the Fever Music Festival Grounds | Of Mice & Men a Rise Against       |
| 24. května 2015                 | San Antonio         | USA         | AT&T Center                            | Of Mice & Men a Rise Against       |
| 19. června 2015                 | Montebello          | Kanada      | Marina de Montebello                   | Mad Caddies                        |
| 23. června 2015                 | Mexiko City         | Mexiko      | Arena Ciudad de México                 | –                                  |
| 25. června 2015                 | Monterrey           | Mexiko      | Arena Monterrey                        | –                                  |
| 27. června 2015                 | Mack                | USA         | Jam Ranch                              | Nothing More a A Day to Remember   |
| 30. června 2015                 | Milwaukee           | USA         | Marcus Amphitheater                    | A Day to Remember                  |
| The Hunting Party China Tour    |                     |             |                                        |                                    |
| 17. července 2015               | Nanjing             | Čína        | Nanjing Olympic-Sports-Center-Stadion  | Rise Against                       |
| 19. července 2015               | Shenzhen            | Čína        | Shenzhen Bay Sports Center             | Rise Against                       |
| 22. července 2015               | Šanghaj             | Čína        | Shanghai-Hongkou-Fußballstadion        | Rise Against                       |
| 24. července 2015               | Čchung-čching       | Čína        | Chongqing Olympic Sports Center        | Rise Against                       |
| 26. července 2015               | Peking              | Čína        | Arbeiterstadion                        | Rise Against                       |
| The Hunting Party European Tour |                     |             |                                        |                                    |
| 20. srpna 2015                  | Hasselt             | Belgie      | Kempische Steenweg                     | Limp Bizkit                        |
| 22. srpna 2015                  | St. Pölten          | Rakousko    | Green Park                             | Kendrick Lamar                     |
| 23. srpna 2015                  | Hockenheim          | Německo     | Hockenheimring                         | Farin Urlaub, Kraftklub, Halestorm |
| 25. srpna 2015                  | Rybnik              | Polsko      | Rybnik Stadium                         | While She Sleeps                   |
| 27. srpna 2015                  | Minsk               | Bělorusko   | Minsk Arena                            | The Last Internationale a My Riot  |
| 29. srpna 2015                  | Moskva              | Rusko       | Sports Complex Olimpiyskiy             | Jack Action                        |
| 31. srpna 2015                  | Jämsä               | Finsko      | Himos Park                             | Disco Ensemble a Dead by April     |
| 3. září 2015                    | Berlín              | Německo     | Stadion An der Alten Försterei         | Lower Than Atlantis                |
| 5. září 2015                    | Düsseldorf          | Německo     | Esprit-Arena                           | Broilers und Kraftklub             |
| 6. září 2015                    | Řím                 | Itálie      | Ippodromo delle Capannelle             | Simple Plan                        |